# Шпотівська сільська рада
Шпо́тівська сільська́ ра́да — колишній орган місцевого самоврядування в Конотопському районі Сумської області. Адміністративний центр — село Шпотівка.

## Загальні відомості
- Населення ради: 882 особи (станом на 2001 рік)

## Населені пункти
Сільській раді підпорядковані населені пункти:
- с. Шпотівка
- с. Базилівка
- с. Першотравневе

## Склад ради
Рада складається з 12 депутатів та голови.
- Голова ради: Борисенко Анатолій Іванович
- Секретар ради: Ведмідь Людмила Миколаївна

### Керівний склад попередніх скликань
| Прізвище, ім'я, по батькові | Основні відомості                                                 | Дата обрання | Дата звільнення |
| --------------------------- | ----------------------------------------------------------------- | ------------ | --------------- |
| Борисенко Анатолій Іванович | Сільський голова, 1968 року народження, освіта вища, безпартійний | 26.03.2006   | 31.10.2010      |
| Борисенко Анатолій Іванович | Сільський голова, 1968 року народження, освіта вища, безпартійний | 31.10.2010   |                 |

Примітка: таблиця складена за даними сайту Верховної Ради України